# Emigración turca
La emigración turca (en turco: Türk diasporası) se refiere a la población de origen turco que se estima que existe fuera de Turquía como consecuencia de su salida al extranjero. Destaca el fenómeno de la emigración turca hacia Alemania.

## Causas[1]
Turquía ha sido tanto un país de emigración como de inmigración. A partir de los primeros años de la década de los sesenta se intensifico la migración de Europa occidental. Esta inmigración fue atraída por la demanda de mano de obra generada por las economías europeas y luego por los canales de reunificación familiar y del asilo. Los matrimonios con los nativos tienen una tasa baja y la continuada migración del cónyuge, se ha convertido en un tema problemático para los países receptores.
En la actualidad, hay cerca de cuatro millones de migrantes turcos que viven en Europa occidental. Con los cambios en el clima económico, temas como la educación, la falta de manejo del idioma y los requerimientos de capacitación han hecho difícil que los turcos compitan con los nativos.
Un importante elemento de la migración turca hacia Europa occidental ha sido sus necesidades transnacionales con su país natal (con frecuencia tienen doble ciudadanía). La televisión por satélite y los medios impresos disponibles en Europa refuerzan el interés de la comunidad turca en su país de origen. Las remesas fluyen continuamente hacia Turquía y representan un importante vínculo económico y político entre Turquía y sus migrantes.
Al mismo tiempo, sin embargo, puede observarse que han aumentado las tasas de naturalización, autoempleo y se ha dado una cierta mejoría en el desempeño educativo y en la participación política, así como se ha aumentado el interés en la política del país receptor. 

## Población turca en el mundo

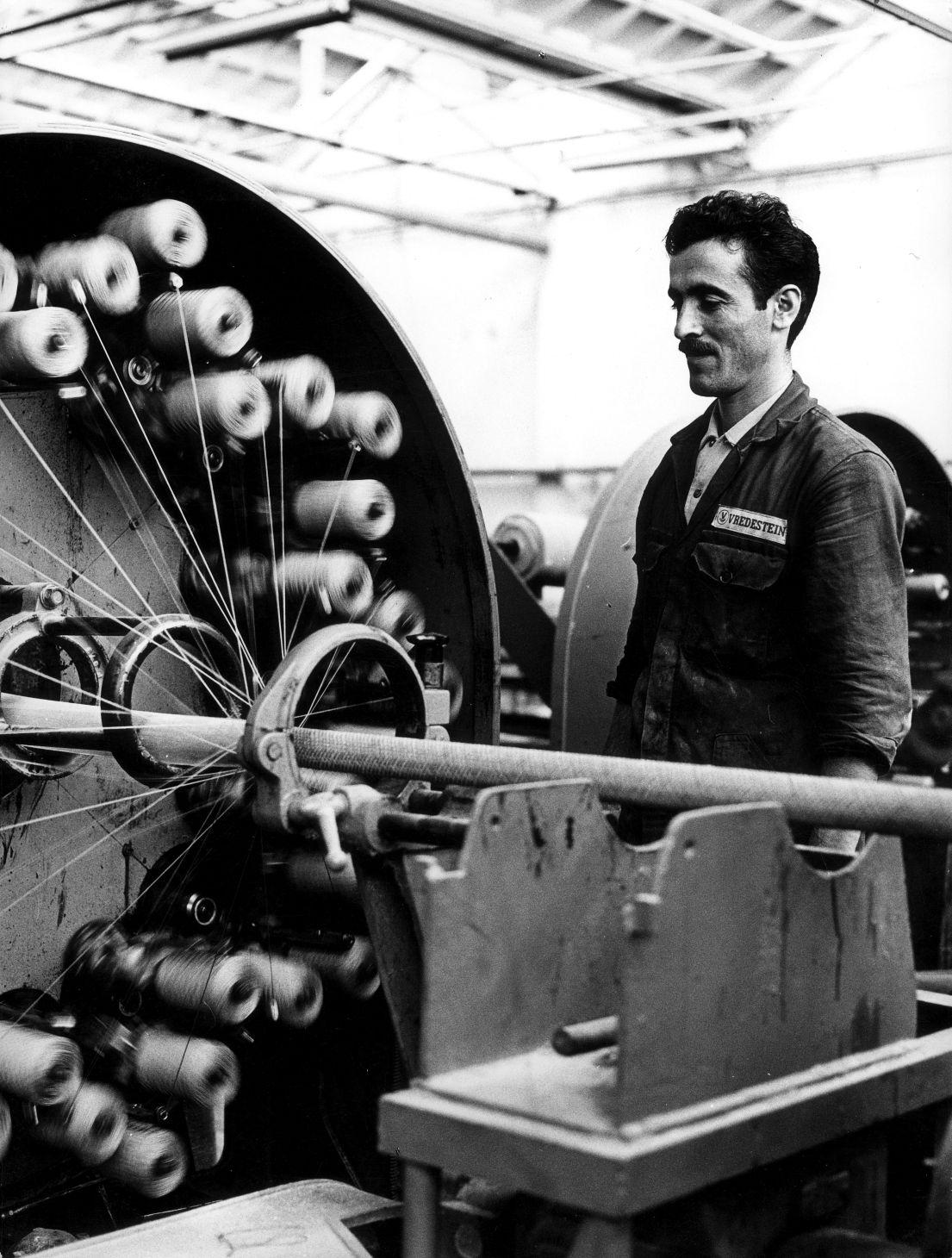
Un "trabajador invitado" turco detrás de una máquina en la fábrica de Vredestein en Loosduinen, Países Bajos, 1971.

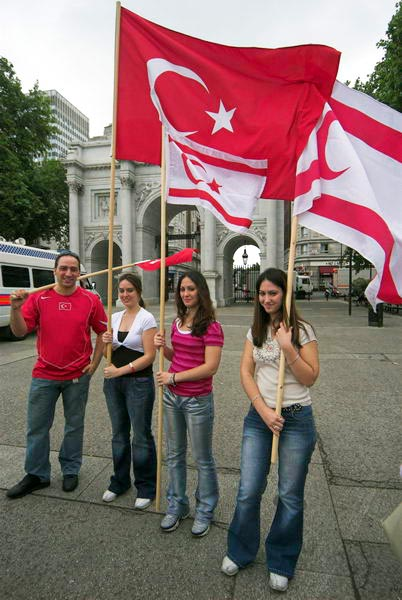
Manifestantes turcos en Londres, Reino Unido.

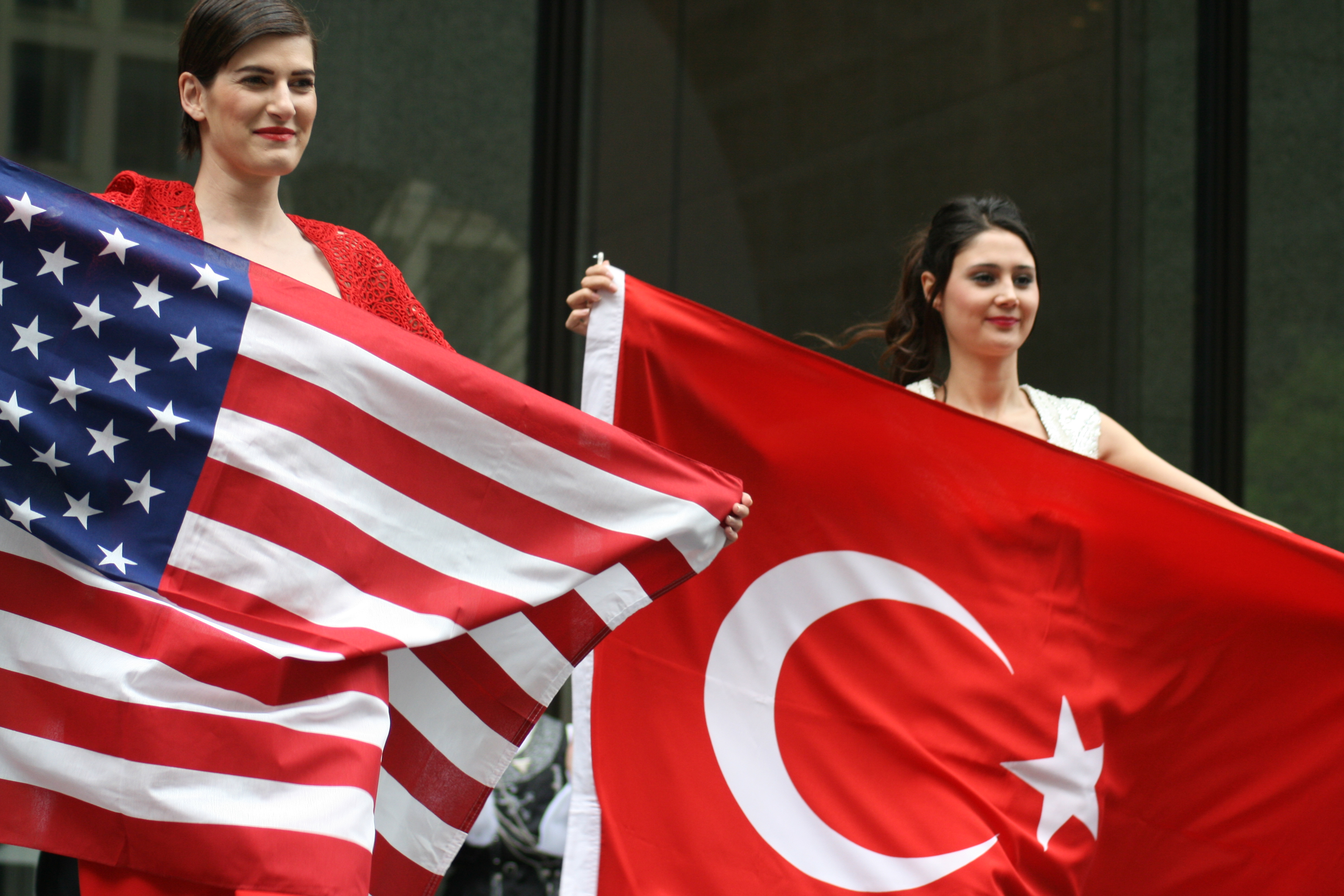
Turcos en Chicago, EE. UU.

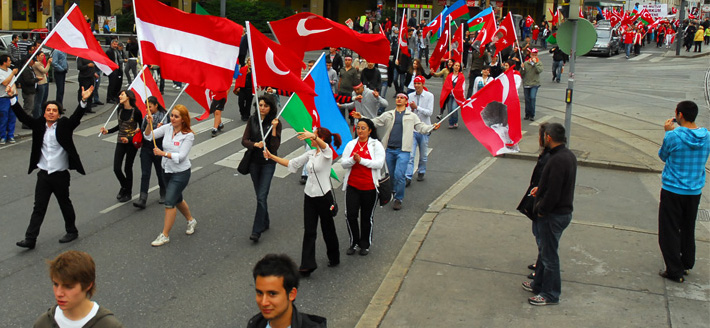
Celebración del día de Turquía en Viena, Austria.

| Orden alfa betico | País                                        | Capital                       | N.º de turcos             | Referencia | Información adicional          |
| ----------------- | ------------------------------------------- | ----------------------------- | ------------------------- | ---------- | ------------------------------ |
| 1                 | Turquía                                     | Ankara                        | 58,000,000                | 2007       | Demografía de Turquía          |
| 2                 | Alemania                                    | Berlín                        | 2.700.000                 | 2007       | Inmigración turca en Alemania  |
| 3                 | Irak                                        | Bagdad                        | Entre 222,000 y 2,000,000 | 2003/04    |                                |
| 4                 | Siria                                       | Damasco                       | c. 1,500,000              | 2005       |                                |
| 5                 | Francia                                     | París                         | 700,000                   | 2002       |                                |
| 6                 | Países Bajos                                | Ámsterdam                     | 572,714                   | 2008       |                                |
| 7                 | Reino Unido                                 | Londres                       | 500,000                   | 2003       |                                |
| 8                 | Austria                                     | Viena                         | 450,000                   | 2003       | Inmigración turca en Austria   |
| 9                 | Chipre del Norte                            | Nicosia del Norte             | 250,000                   | 2006       |                                |
| 10                | Estados Unidos                              | Washington D. C.              | 800,000                   | 2002       |                                |
| 11                | Bélgica                                     | Bruselas                      | 330,000                   | 2003       |                                |
| 12                | Uzbekistán Tayikistán Kazajistán Kirguistán | Taskent Dusambé Astaná Biskek | 197,000                   | 1979       |                                |
| 13                | Grecia                                      | Atenas                        | 120,000                   | 1990       |                                |
| 14                | Suiza                                       | Berna                         | 100,000                   | 2000       |                                |
| 15                | Rusia                                       | Moscú                         | 200,000                   | 2002       |                                |
| 16                | Arabia Saudita                              | Riad                          | 80-120,000                | 2006       |                                |
| 17                | Macedonia del Norte                         | Skopie                        | 180,000                   | 2002       |                                |
| 18                | Kosovo                                      | Pristina                      | 60,000                    | 2000       |                                |
| 19                | Suecia                                      | Estocolmo                     | 160,000                   |            |                                |
| 20                | Brasil                                      | Brasilia                      | 78                        | 2010       |                                |
| 21                | Azerbaiyán                                  | Bakú                          | 550,000                   | 1999       |                                |
| 22                | Australia                                   | Canberra                      | 554,595                   | 2001       | Inmigración turca en Australia |
| 23                | Dinamarca                                   | Copenhague                    | 257,130                   | 2003       |                                |
| 24                | Canadá                                      | Ottawa                        | 50,000                    | 2006       |                                |
| 25                | Rumania                                     | Bucarest                      | 444,500                   | 2002       |                                |
| 26                | Venezuela                                   | Caracas                       | 98,000                    | est.       |                                |
| 27                | Israel                                      | Jerusalén                     | 20,000                    | est.       |                                |
| 28                | Irán                                        | Teherán                       | 15,000                    | est.       |                                |
| 29                | Noruega                                     | Oslo                          | 64,084                    | 2006       |                                |
| 30                | Italia                                      | Roma                          | 23,532-500,000            | 2010       |                                |
| 31                | Moldavia                                    | Chisináu                      | 251,000                   | 2004       |                                |
| 32                | Japón                                       | Tokio                         | 20,000                    | 2006       |                                |
| 33                | Líbano                                      | Beirut                        | 40,000                    | 2008       |                                |
| 34                | Ucrania                                     | Kiev                          | 98,844                    | 2008       |                                |
| 35                | Libia                                       | Trípoli                       | 6,000                     | est.       |                                |
| 36                | Kuwait                                      | Kuwait City                   | 3,300                     | est.       |                                |
| 37                | Finlandia                                   | Helsinki                      | 3,182                     | 2007       |                                |
| 38                | España                                      | Madrid                        | 1,758                     | 2001       |                                |
| 39                | Georgia                                     | Tiflis                        | 1,200                     | est.       |                                |
| 40                | Chile                                       | Santiago                      | 9,000                     | 2008       | Inmigración turca en Chile     |
| 41                | Liechtenstein                               | Vaduz                         | 884                       | 2001       |                                |
| 42                | Nueva Zelanda                               | Wellington                    | 8600                      | 2006       |                                |
| 43                | Croacia                                     | Zagreb                        | 300                       | 2001       |                                |
| 44                | Eslovenia                                   | Liubliana                     | 259                       | 2002       |                                |
| 45                | México                                      | Ciudad de México              | 1,728                     | 2010       | Inmigración turca en México    |
| 46                | Hungría                                     | Budapest                      | 100-499                   | est.       |                                |
| 47                | Islandia                                    | Reikiavik                     | 63                        | 2008       |                                |
| 48                | India                                       | Nueva Delhi                   | 58                        | 1961       |                                |
| 49                | Argentina                                   | Buenos Aires                  | 1,364                     | 2007       | Inmigración turca en Argentina |
| 50                | Puerto Rico                                 | San Juan                      | 844                       | 2000       |                                |
| 51                | Estonia                                     | Tallin                        | 824                       | 2008       |                                |
| Total             | Total                                       |                               | c. 89,410,998             |            |                                |